# جون واترس (مخرج)
جون واترس (بالإنجليزية: John Waters)‏ هو مخرج أمريكي، ولد في 31 أكتوبر 1893 في نيويورك في الولايات المتحدة، وتوفي في 5 مايو 1965 في هوليوود في الولايات المتحدة.

## وصلات خارجية
- جون ووترز على موقع IMDb (الإنجليزية)
- جون ووترز على موقع ألو سيني (الفرنسية)
- جون ووترز على موقع أول موفي (الإنجليزية)
- جون ووترز على موقع قاعدة بيانات الأفلام السويدية (السويدية)
- جون ووترز على موقع قاعدة بيانات الفيلم (الإنجليزية)
- جون ووترز على موقع كينوبويسك (الروسية)